# Boris Pastuchow
Boris Nikołajewicz Pastuchow (ros. Бори́с Никола́евич Пастухо́в, ur. 10 października 1933 w Moskwie, zm. 19 stycznia 2021 tamże) – radziecki i rosyjski polityk i dyplomata.

## Życiorys
1958 ukończył Moskiewski Państwowy Uniwersytet Techniczny, od 1958 aktywista Komsomołu, od 1959 członek KPZR. Od 1961 sekretarz, a 1962-1964 I sekretarz Moskiewskiego Komitetu Miejskiego Komsomołu, od 1964 sekretarz KC , a 1977-1982 I sekretarz KC Komsomołu. 1982-1986 przewodniczący Państwowego Komitetu ZSRR ds. Wydawnictw, Poligrafii i Handlu Książkami, od 12 marca 1986 do 15 września 1989 ambasador nadzwyczajny i pełnomocny ZSRR w Danii, a od 15 września 1989 do 22 lutego 1992 ambasador ZSRR/Rosji w Afganistanie, 1992-1996 wiceminister spraw zagranicznych Rosji. 1978-1986 członek KC KPZR. Deputowany do Rady Najwyższej ZSRR od 7 do 11 kadencji. Pochowany na Cmentarzu Trojekurowskim w Moskwie.

## Odznaczenia
- Order Lenina (1981)
- Order „Za zasługi dla Ojczyzny” III klasy (2003)
- Order Czerwonego Sztandaru Pracy (trzykrotnie - 1964, 1971 i 1976)
- Order Przyjaźni (1996)
- Order Czerwonej Gwiazdy (1990)

i medale.